# LHV Pank
LHV Pank (auparavant Lõhmus, Haavel & Viisemann) est une société de services bancaires et financiers dont le siège est à  Tallinn en Estonie.

## Présentation
La Banque a pour clients des particuliers, des petites et moyennes entreprises et des investisseurs institutionnels.
LHV Pank est la quatrième plus grande banque d'Estonie.
LHV possède des succursales à Tallinn, Tartu, Riga, Vilnius et Helsinki,,.
Plus de 50 000 clients utilisent les services de la Banque. LHV Pank est l'un des plus grands courtiers sur les bourses NASDAQ OMX Baltic et le plus grand courtier pour les investisseurs baltes sur les marchés internationaux.